# Fous d'animaux
Fous  d'animaux (ou L'esprit animal ou encore Passion animaux selon les saisons) est une série documentaire en 40 épisodes de 26 minutes produite par Léo Productions, et diffusée du 5 juin 1995 au 1er janvier 2001 sur La Cinquième dans le cadre du programme Le Monde des animaux. Les deux derniers épisodes sont diffusés les 21 et 22 février 2005 sur Planète.

## Synopsis
Chaque épisode de la série part à la rencontre d'un passionné ou d'une équipe de scientifique étudiant une espèce animale et mènent le combat pour la préservation, dont certaines sont en voie d'extinction.   

## Épisodes
| Épisode                    | Titre                                      | Réalisateur                                     | Première diffusion        |
| Saison 1 : Fous d'animaux  | Saison 1 : Fous d'animaux                  | Saison 1 : Fous d'animaux                       | Saison 1 : Fous d'animaux |
| -------------------------- | ------------------------------------------ | ----------------------------------------------- | ------------------------- |
| 1                          | Les aventures de babiroussa                | Jean-Yves Collet                                | 5 juin 1995               |
| 2                          | Le maître du serpent                       | Rafi Toumayan                                   | 6 juin 1995               |
| 3                          | Les yeux de la mer                         | Frédéric Presles                                | 7 juin 1995               |
| 4                          | Mission lamantin                           | Jean-Albert Lièvre                              | 20 novembre 1995          |
| 5                          | L'image du miroir                          | Daniel Serre                                    | 21 novembre 1995          |
| 6                          | La cité des loutres                        | Thierry Thomas                                  | 22 novembre 1995          |
| 7                          | Le voyageur des cimes                      | Jean-Albert Lièvre                              | 23 novembre 1995          |
| 8                          | Fille de loups                             | Bruno Vienne                                    | 24 novembre 1995          |
| Saison 2 : L'esprit animal |                                            |                                                 |                           |
| 9                          | Le petit prince des pythons                | Isabelle Roumeguère                             | 22 décembre 1997          |
| 10                         | L'enfant cornac                            | Jeanne Mascolo de Filippis                      | 23 décembre 1997          |
| 11                         | Le moine et le singe                       | Daniel Serre                                    | 24 décembre 1997          |
| 12                         | Les antilopes sacrées du Thar              | Jeanne Mascolo de Filippis                      | 25 décembre 1997          |
| 13                         | La nuit des hyènes                         | Jean-Yves Collet                                | 26 décembre 1997          |
| Vétérinaires sauvages      |                                            |                                                 |                           |
| 14                         | Histoires de zoo                           | Rafi Toumayan                                   | 29 décembre 1997          |
| 15                         | Haute surveillance                         | Isabelle Roumeguère                             | 30 décembre 1997          |
| 16                         | Passion tortues                            | Christophe Lemire                               | 31 décembre 1997          |
| 17                         | Mission rhino                              | Christophe Lemire                               | 1er janvier 1998          |
| 18                         | Docteur chimpanzé                          | Christophe Lemire                               | 2 janvier 1998            |
| Saison 3 : Passion animaux |                                            |                                                 |                           |
| 19                         | Un langage pour les dauphins               | Jean-Yves Collet                                | 21 décembre 1998          |
| 20                         | Métier pisteur                             | Richard Serra                                   | 22 décembre 1998          |
| 21                         | Opération outardes                         | Jean-Yves Collet                                | 23 décembre 1998          |
| 22                         | La reine du lagon                          | Pierre Lanne                                    | 24 décembre 1998          |
| 23                         | La vie secrète des coatis                  | Bruno Vienne                                    | 25 décembre 1998          |
| 24                         | Sous le charme des cobras                  | Jeanne Mascolo de Filippis                      | 28 décembre 1998          |
| 25                         | Mantelle randonnée                         | Isabelle Roumeguère                             | 29 décembre 1998          |
| 26                         | L'appel du cagou                           | Pierre Lanne                                    | 30 décembre 1998          |
| 27                         | Pacte avec les girafes                     | Isabelle Roumeguère et Jean-Luc Cohen           | 31 décembre 1998          |
| 28                         | Danse avec les paons                       | Jeanne Mascolo de Filippis                      | 1er janvier 1999          |
| Saison 4 : Passion animaux |                                            |                                                 |                           |
| 29                         | Visages d'iguanes                          | Bruno Vienne                                    | 19 décembre 2000          |
| 30                         | Drôles de zèbres                           | Jeanne Mascolo de Filippis et Boris Carreté     | 20 décembre 2000          |
| 31                         | Opossum, visiteur du soir                  | Bruno Vienne                                    | 21 décembre 2000          |
| 32                         | Le gardien des lions                       | Isabelle Roumeguère                             | 22 décembre 2000          |
| 33                         | Le petit panda de l'Himalaya               | Jeanne Mascolo de Filippis et André Wowkonowicz | 25 décembre 2000          |
| Saison 5 : Passion animaux |                                            |                                                 |                           |
| 34                         | Mission Kalaweit                           | Bruno Vienne et Jeanne Mascolo de Filippis      | 26 décembre 2000          |
| 35                         | Sur la piste des lions de l'Inde           | Jeanne Mascolo de Filippis                      | 27 décembre 2000          |
| 36                         | Komodo : l'île aux dragons                 | Bruno Vienne                                    | 28 décembre 2000          |
| 37                         | Yellowstone, le retour des loups           | Isabelle Roumeguère                             | 29 décembre 2000          |
| 38                         | Tendres monstres                           | Isabelle Roumeguère                             | 1er janvier 2001          |
| 39                         | Éléphants du Cameroun : la capture sauvage | Guy Meauxsoone et Christian Fleury              | 21 février 2005           |
| 40                         | Guatémala, les nuits du kinkajou           | Bruno Vienne                                    | 22 février 2005           |

## Fiche technique
- Auteur : Jean-Louis Burgat
- Réalisateurs : Jean-Yves Collet, Bruno Vienne, Jeanne Mascolo de Filippis, Isabelle Roumeguère
- Musique : Christian Holl
- Narrateurs : François Berland, Pierre-Alain de Garrigues, Patrick Floersheim, Aliocha Renaudin
- Durée : 40 x 26 minutes
- Sociétés de production : Léo Productions, La Cinquième
- Année de production : 1995-2001